# 阿爾漢格利斯基冰原島峰
69°28′S 156°30′E / 69.467°S 156.500°E
阿爾漢格利斯基冰原島峰（英語：Arkhangel'skiy Nunataks）是南極洲的冰原島峰，位於奧次地，屬於拉扎列夫山脈的一部分，由美國海軍拍攝照片，以蘇聯地質學家命名，現時由南極條約體系管理。